# Distichona varia
Distichona varia är en tvåvingeart som beskrevs av Wulp 1890. Distichona varia ingår i släktet Distichona och familjen parasitflugor. Inga underarter finns listade i Catalogue of Life.